# Julie, chevalier de Maupin
Julie, chevalier de Maupin é um telefilme francês de 2004 dirigido por Charlotte Brandstrom e estrelado por Sarah Biasini.

## Sinopse
Durante o reinado de Luís XIV , uma jovem, Júlia, criada como órfã, descobre a verdadeira identidade dos seus pais. Ela finge ser um homem para se vingar dos assassinos deles.

## Elenco
- Sarah Biasini como Julie, Chevalier de Maupin
- Pietro Sermonti como Gaspard
- Pierre Arditi como Charles de Florensac
- Thure Riefenstein como Séranne
- Jürgen Prochnow como Barão Hengen
- Marisa Berenson como Madame de Maintenon
- Carole Richert como Marthe Le Rochois
- Catherine Spaak como La mère supérieure
- Raymond Aquaviva como Luís XIV de França (como Raymond Acquaviva)
- Claude Aufaure como Francine
- Julia Stemberger como Agnès Dormes
- Patrick Burgel como Baldone